# خط نیمه‌هلالی
خط نیمه‌هلالی (انگلیسی: Linea semilunaris) یا لینه آ آلبا  خط مربوط به کنار داخلی ماهیچه راست شکم بوده و به طرف خارج محدب است و از تکمه‌ی شرمگاهی (Pubic tubercle) تا نوک غضروف دنده نهم در هر طرف کشیده می‌شود. هنگامی که شخص می‌خواهد از حالت خوابیده به پشت، بلند شود و بنشیند این خط، به‌خوبی مشخص می‌شود.